# Búcsújárólepke
A búcsújárólepke (Thaumetopoea processionea) a púposszövőfélék családjába tartozó, Európában és Nyugat-Ázsiában honos éjjeli lepkefaj. Tömegesen elszaporodó hernyói a tölgyfák lombjának lerágásán kívül mérgező szőreikkel súlyos allergiás reakciót okozhatnak az arra járó embereknek és állatoknak. 

## Megjelenése
A búcsújárólepke szárnyfesztávolsága a hímek esetében 2,5-3 cm, a nőstény 3,2-4 cm. A hím feje és tora sötétbarna, potroha kissé sárgás, végén hosszú, ritkás, sárgás szőrzetből álló farpamaccsal. Szárnyai rövidek és szélesek. Az elülső szárny sötét szürkésbarna, töve sárga, határán sötét, Z alakú vonallal. A szárnyon két sötét harántsáv húzódik keresztül; a belső elmosódott sötétbarna, domborúan ívelt. A külső szintén sötétbarna, csaknem egyenes, a belső szegélynél kissé megtörik. A szárny csúcsa és szegélyének felső része világosabb, sárgás vagy szürkés színű. Az erek egy része sötétbarnán fedett. A hátulsó szárny világos, sárgás vagy szürkéssárgás. Szürke harántsávja elmosódó, egyenletesen ívelt. A szárny belső szeglete szürke, erei részben szürkék. Az elülső szárny fonákja szürkésbarna, a hátulsóé halvány szürkéssárga. A rojt közepesen hosszú, az elülső szárnyon fényes barna színű, a hátulsón szürkén-sárgán csíkozott.
A nőstény feje és tora hamvas sárgásbarna, potroha sárgán gyűrűzött. A farpamacsot helyettesítő gyapjas szőrzet széles, tömött és a torral megegyező színű. Szárnyai nyújtottabbak. Az elülső szárny barnássárga, rajzolata harna, halványbarna, illetve sárga. Az egész szárnyfelület szürkével finoman behintett. A hátulsó szárny szürkéssárga, rajzolata elmosódott. A fonák csaknem teljesen egyenletes, fakó szürkés halványbarna.
Változékonysága nem számottevő.
Petéi gömbölyűek, a nőstény szorosan egymás mellé, lapos halmokban rakja le őket a fák kérgére vagy ágaira. 
Hernyójának háta feketésszürke, oldalai szürkék. Az elülső szelvényeken 8-8, a többin 4-4 kis, sárga szemölcs található, amelyekből hosszú, vöröses szőrök nőnek. A légzőnyílások feketék. A báb okkerszínű, anális végén két rövid sörtével.

### Hasonló fajok
Magyarországon nem él másik, hasonló faj. 

## Elterjedése
Európában (az Ibériai-félszigettől és a Brit-szigetektől a Balkánig), Kis-Ázsiában és a Közel-Keleten honos. Főleg Közép- és Dél-Európában gyakori, de a kontinens szinte valamennyi országában megtalálható. Magyarországon mindenütt előfordulhat, ahol tölgyeseket talál.  

## Életmódja
Tölgyerdőkben, -ligetekben, fasorokban fordul elő. 
Évente egy nemzedéke nő fel, imágóit július közepétől szeptember közepéig lehet látni. Rövid ideig, csak 3-10 napig élnek, alkonyatkor és éjjel aktívak. A nőstény a tölgyek kérgére, ágaira rakja petéit amelyek áttelelnek. Az április közepén  tavasszal kikelő hernyók nagy, gyermekfej nagyságú hernyófészekben maradnak, amelyek általában meglehetősen magasan vannak a fákon. Különféle tölgyfajok (ritkábban más lombos fák: bükk, gyertyán, mogyoró, nyír, stb.) leveleivel táplálkoznak, a lombozat jelentős részét lerághatják. A fák nyár végére regenerálni tudják a kártételt, de több éven át ismétlődő tarrágás csökkenti életképességüket, érzékenyebbé teszi őket a betegségekkel szemben. A hernyók közvetlenül egymást követve, vonalban vonulnak, innen kapta a faj a nevét. A július közepére kifejlődő hernyó a fészekben sző sűrű, ovális alakú barna gubót, és ebben bábozódik. 
A 20. században érzékeny károkat okozott a tölgyesekben, az utóbbi évtizedekben azonban kártétele kevésbé jelentős. Az idősebb hernyók kihullajtott mérges szőrei a bőr allergiás reakcióját, gyulladását okozzák, ezért a fertőzött erdőszakaszok az ember és számos állat számára gyakorlatilag megközelíthetetlenek.   

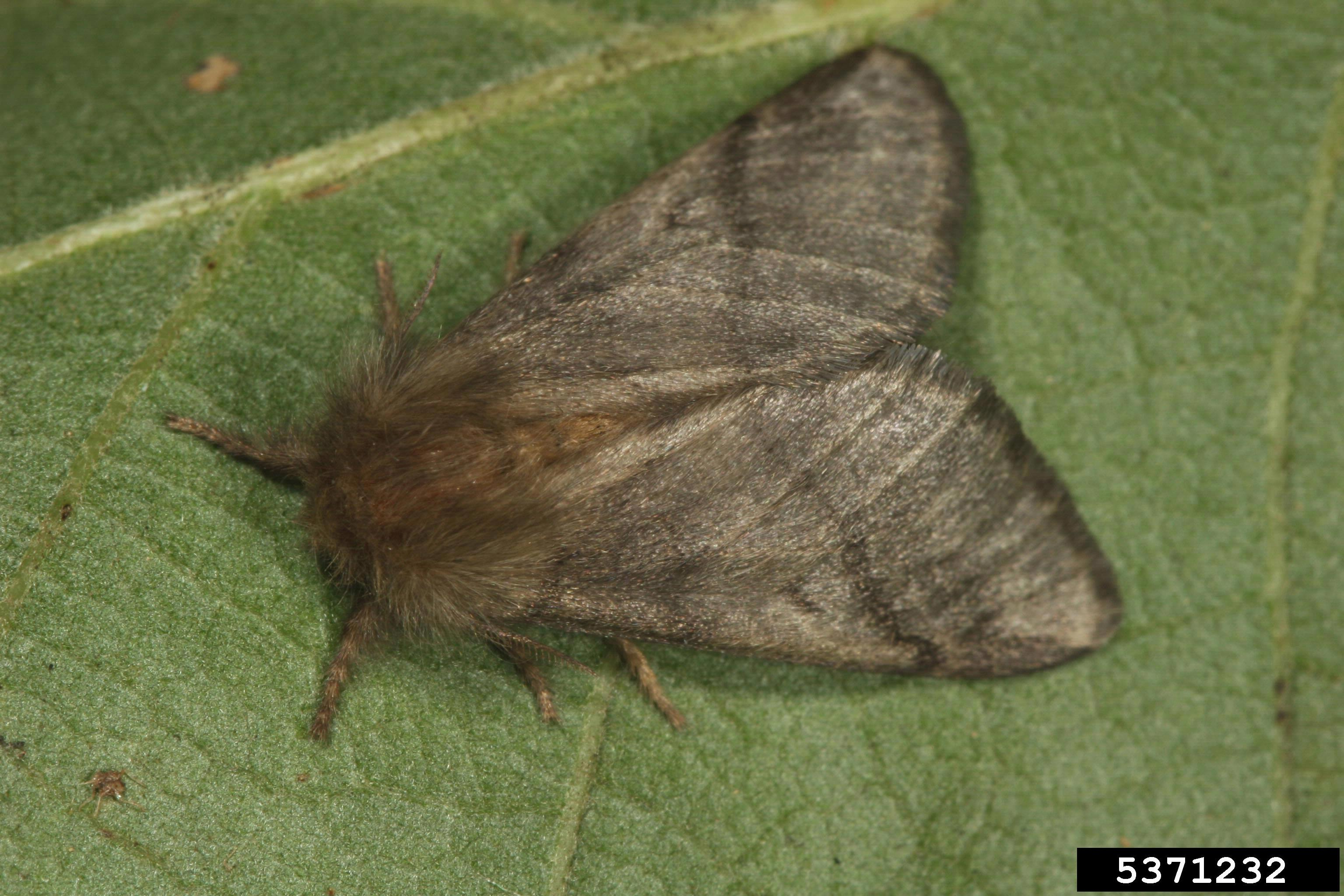
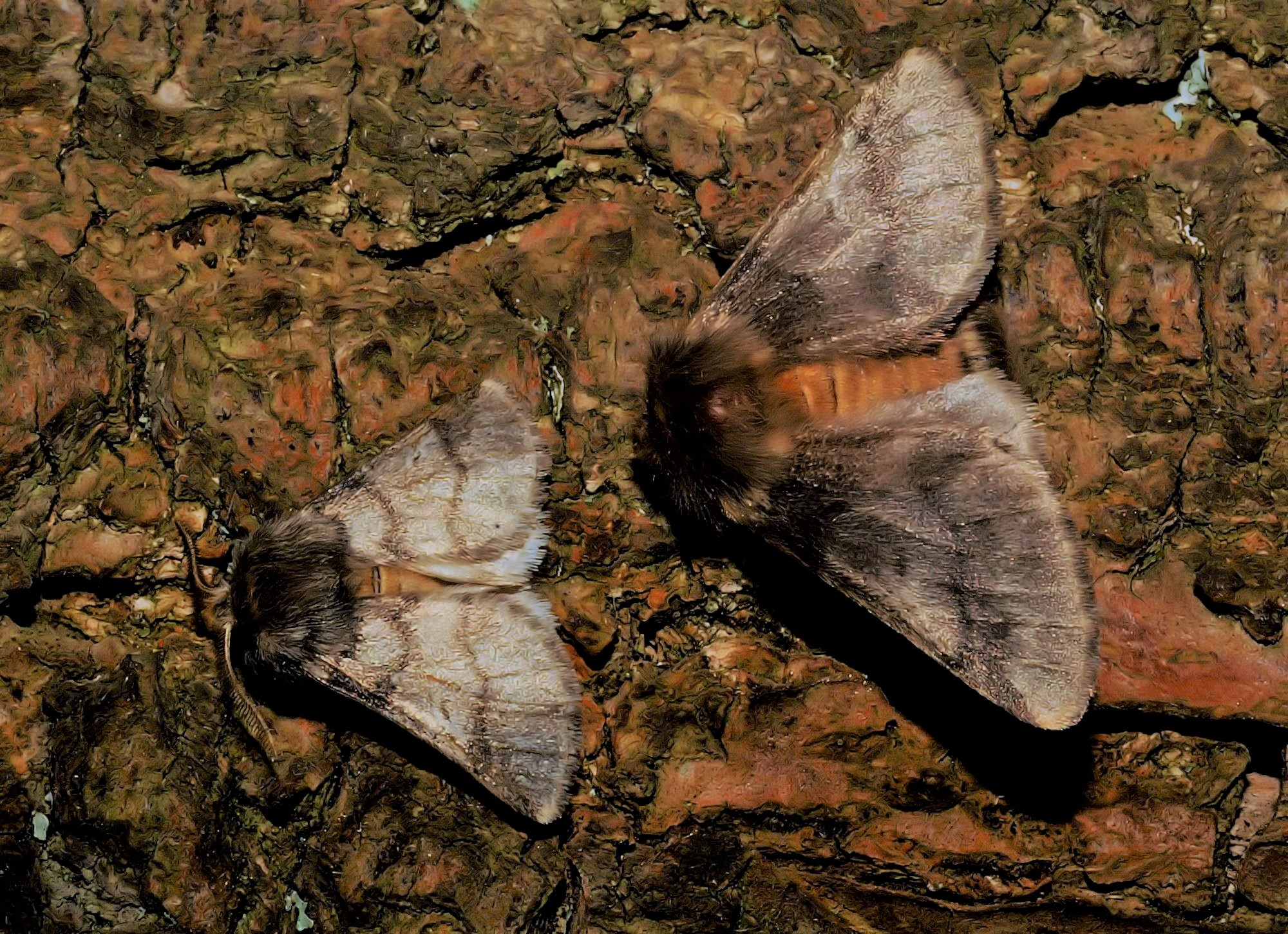
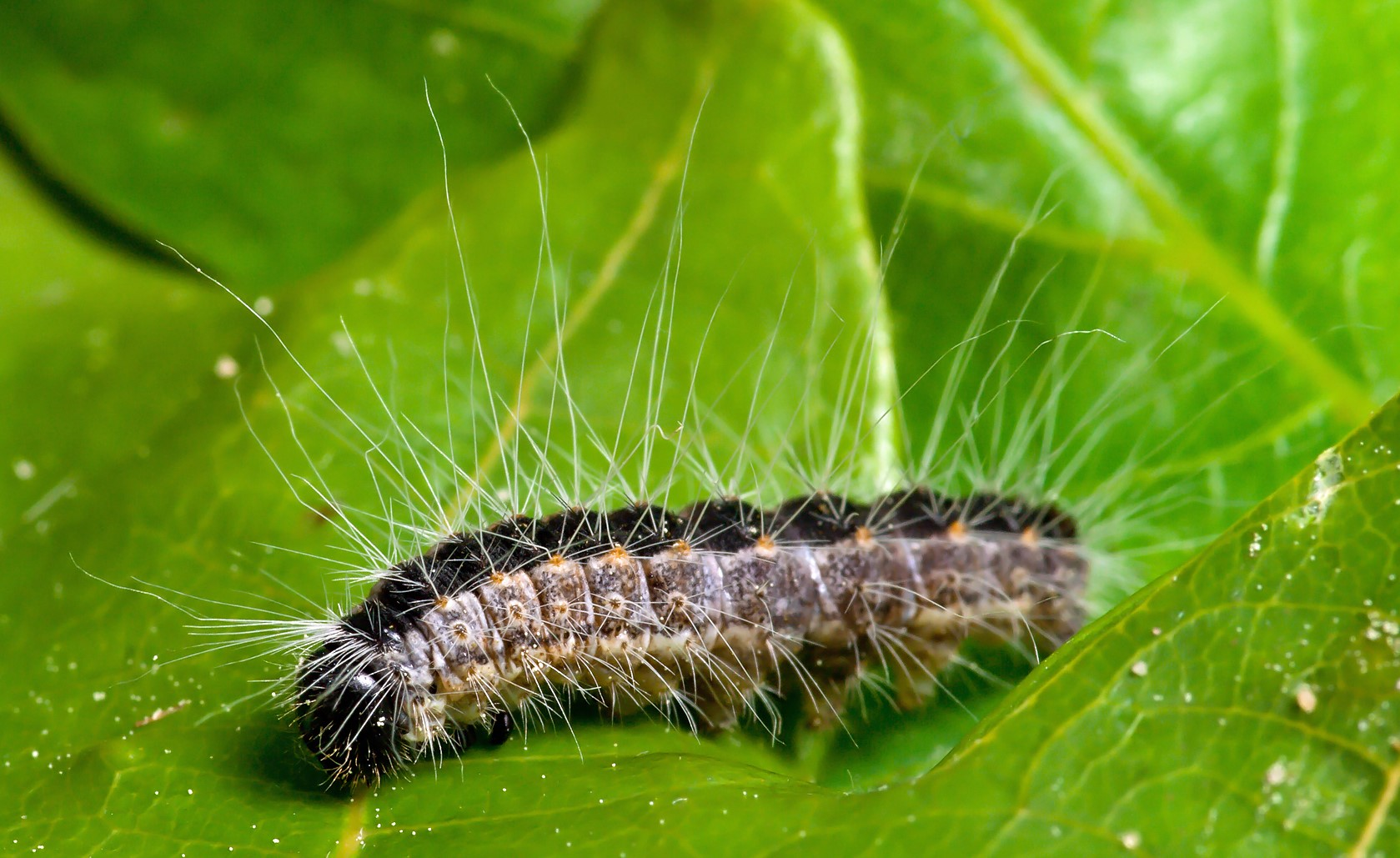
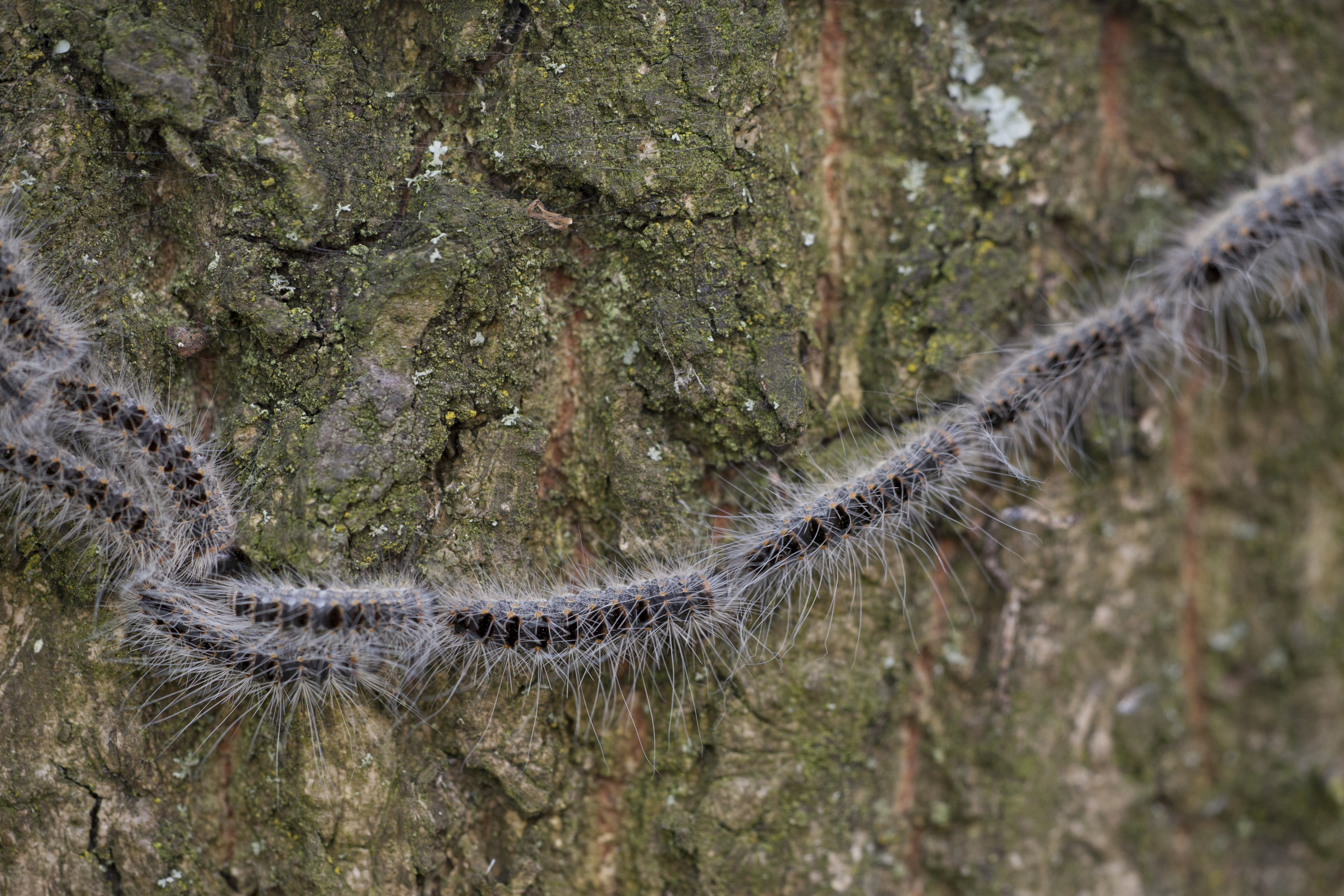
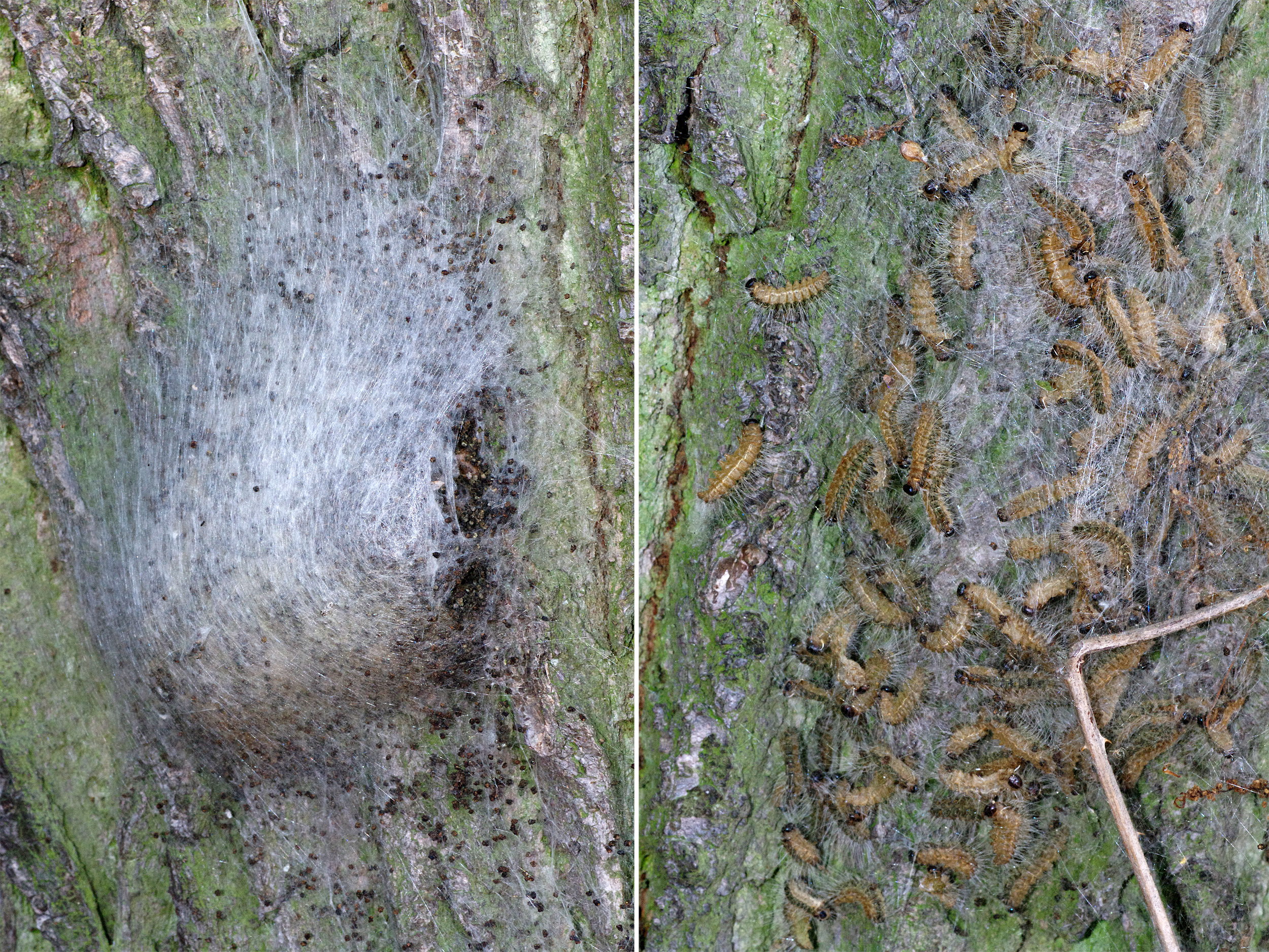

Magyarországon nem védett.